# Ramphotyphlops bipartitus
Ramphotyphlops bipartitus — вид змій родини сліпунів (Typhlopidae). Ендемік Індонезії.

## Поширення і екологія
Ramphotyphlops bipartitus відомі за кількома зразками, зібраними у 1876 році на острові Тідоре в архіпелазі Молуккських островів.